# Tipula (Ramatipula) shawiana
Tipula (Ramatipula) shawiana is een tweevleugelige uit de familie langpootmuggen (Tipulidae). De soort komt voor in het Oriëntaals gebied.